# Antonov An-2
Antonov An-2 (v kódu NATO "Colt") je sovětský jednomotorový celokovový vzpěrový dvouplošník.

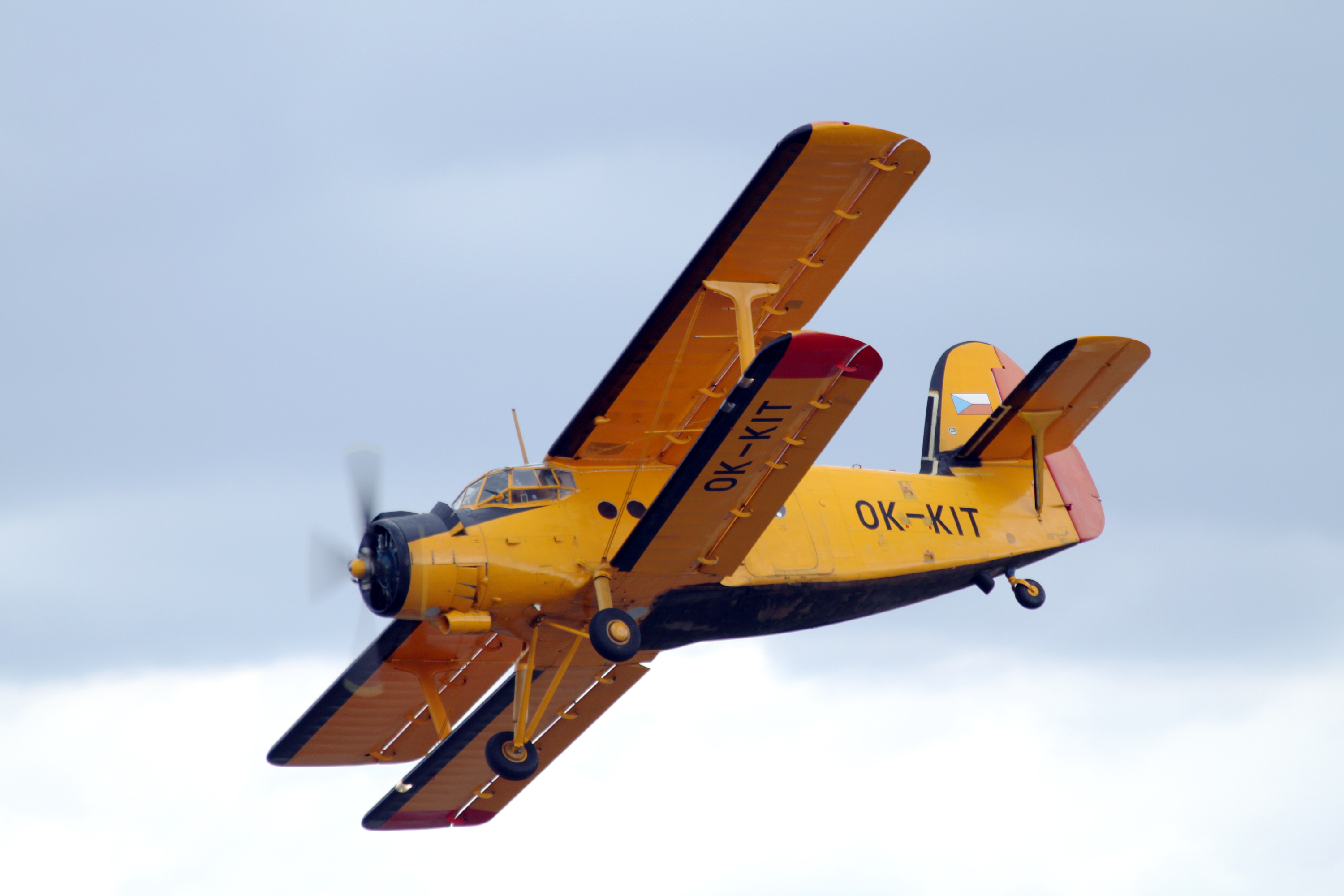
Na letecké show CIAF 2015

## Vývoj, výroba a použití
Letoun An-2 vznikl v OKB Olega Antonova při Novosibirském leteckém závodu V. P. Čkalova. První prototyp Antonova vzlétl v Novosibirsku 31. srpna 1947 s označením SChA-1 poháněný sedmiválcovým motorem AŠ-21 o výkonu 600 kW. V průběhu zkoušek, ukončených v červenci 1948, byla instalována pohonná jednotka AŠ-61IR o výkonu 734 kW. 
Od počátku byl vyvíjen jako vysoce univerzální hospodářský letoun pro použití především v lesnictví a zemědělství. Díky svým schopnostem byl používán v mnoha různých oborech činnosti, od přepravy osob a nákladu, přes zemědělské práškování, vyhlídkové lety, až po armádní použití (jako dopravní a výsadkový). K jeho přednostem patři krátký vzlet a možnost provozu z nezpevněných ploch a v podmínkách s minimálním technickým vybavením, při relativně vysoké přepravní kapacitě. 
Letouny se sériově vyráběly v Kyjevě od roku 1948 (až do roku 1960), v PZL Mielec v Polsku od roku 1959 (do roku 1991 a poté v omezené míře znovu v roce 2001), v Rusku v Moskevské oblasti od roku 1965, a v Číně v Charbinu od roku 1968. Dovážely se i do Československa, kde sloužily jak v civilním, tak ve vojenském sektoru. Pro nás jsou známé pod přezdívkou „Andula“ a můžeme je spatřit létat v aeroklubech i dnes. Ačkoliv se již několikráte předpokládalo, že výroba An-2 definitivně skončí, nakonec se vždy objevily informace o nové výrobě či o nově uzavřených objednávkách s datem dodání v budoucnosti. Výroba tohoto typu tak s jistými úpravami a přestávkami probíhá i po více než 75 letech.
V průběhu let se objevili i - více či méně úspěšné - pokusy používat An-2 k přímé bojové činnosti v několika válečných konfliktech; od války ve Vietnamu, přes několik afrických válek, Sověty při válce v Afghánistánu, až po válku v Jugoslávii a válku v Náhorním Karabachu. Nejčastěji byl An-2 používán v oblastech a obdobích s předpokládanou nízkou leteckou činností protivníka, k rušivým hloubkovým či nočním útokům na pozemní cíle, vyzbrojen se standardními leteckými, či různými improvizovanými pumami (např. upravenými minometnými granáty), nebo se salvovými raketomety určenými pro vrtulníky. Při těchto činnostech bylo zdokumentováno sestřelení An-2 různými stroji, od vrtulníku Bell UH-1, AH-1 Cobra, až po Su-27. V průběhu války v Jugoslávii byl zaznamenán případ, kdy na sestřelení jednoho An-2 bylo spotřebováno více než 10 ručních protiletadlových střel (MANPADS), kdy se ukázalo, že starý pístový motor je pro infračervená čidla těchto střel mnohem obtížnějším cílem, než moderní proudové motory.

## An-2 v ČR

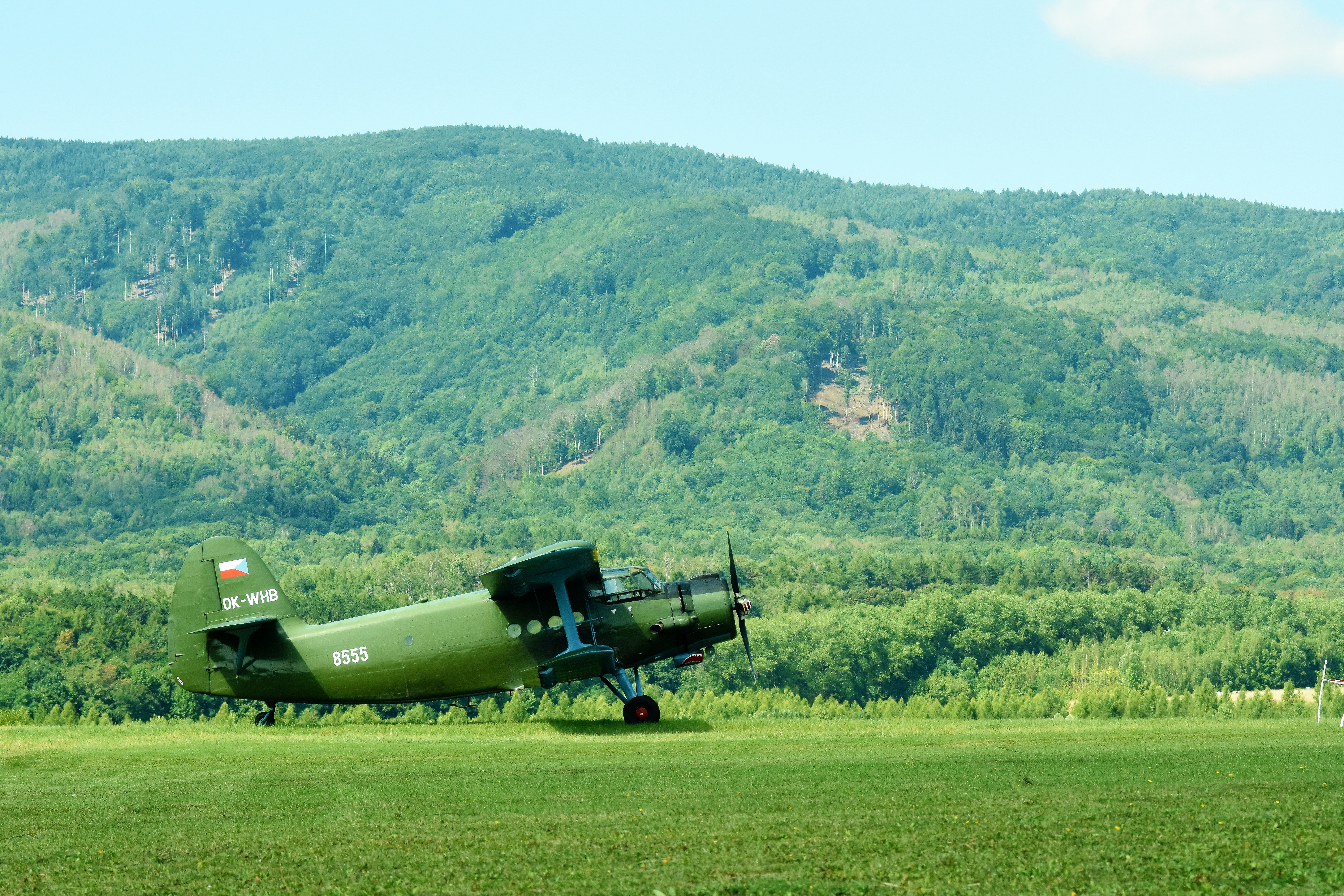
Antonov AN-2 na letišti v Ústí nad Labem.

Letoun je v ČR známý pod přezdívkou „Andula“ a je možné jej spatřit létat v aeroklubech a v soukromém sektoru i dnes. Nejčastěji jsou "Anduly" využívány k paraprovozu, kdy dokáže do vzduchu dopravit až 12 parašutistů. Obvyklá výška náletu je 1 200 až 3 000 m. Vzhledem k velké kapacitě cestujících a nízkým provozním nákladům byl často užíván i k vyhlídkovým letům.
Letoun je dále využíván k práškování polí, ale i jako hasicí speciál k hašení lesních požárů.
V současné době je v České republice okolo dvaceti letuschopných letounů An-2.

## Verze letounu
- An-2E - experimentální víceúčelový ekranoplán. Oproti An-2R, ze které tento model vychází, není dvouplošník, ale jednoplošník. Vyroben byl pouze jeden exemplář.
- An-2F – pokusný se střelištěm v zadní části a dvojitou SOP
- An-2L – speciální hasičská verze
- An-2M – plováková verze zalétaná 20. května 1964
- An-2P – dopravní pro 12 cestujících ve zvukově izolované kabině
- AN-2PK – dopravní pro 6 cestujících
- An-2PP – speciální plovákový protipožární
- An-2P-Photo – fotogrammetrická
- An-2R – zemědělská (pro 1300 kg chemikálií) vyráběná v Polsku
- An-2S – sanitní (6 nosítek a zdravotnický personál)
- An-2Sch - Zemědělská verze se zařízením pro rozptylování chemických látek
- An-2T – transportní (1500 kg nákladu), základní vybavení bez sedaček
- An-2TD – výsadková pro 12 parašutistů
- An-2TP – nákladní i pro dopravu osob s lavičkami podél stěn trupu pro 12 cestujících
- An-2V - Plováková varianta odvozená z verze An-2T
- An-2ZA – speciální verze pro meteorologická měření a pozorování ve velkých výškách
- An-3 – s turbomotorem Glušenko TVD-20 a třílistou vrtulí
- An-6 – průzkumná verze
- Harbin Y-5 – čínská licenční verze
- Harbin Y-5N – standardní
- Harbin Y-5C – výsadková
- Fongshu 2 – pozdější čínská verze

## Uživatelé
- Afghánistán, Albánie, Angola, Benin, Bulharsko, Česko, Čína, Egypt, Etiopie, Irák, Kambodža, Kuba, Maďarsko, Mali, Mongolsko, Německo, Nikaragua, Polsko, Severní Korea, Slovensko, SSSR (nástupnické státy), Somálsko, Súdán, Sýrie, Tanzanie, Tunis, USA, Vietnam.

## Galerie

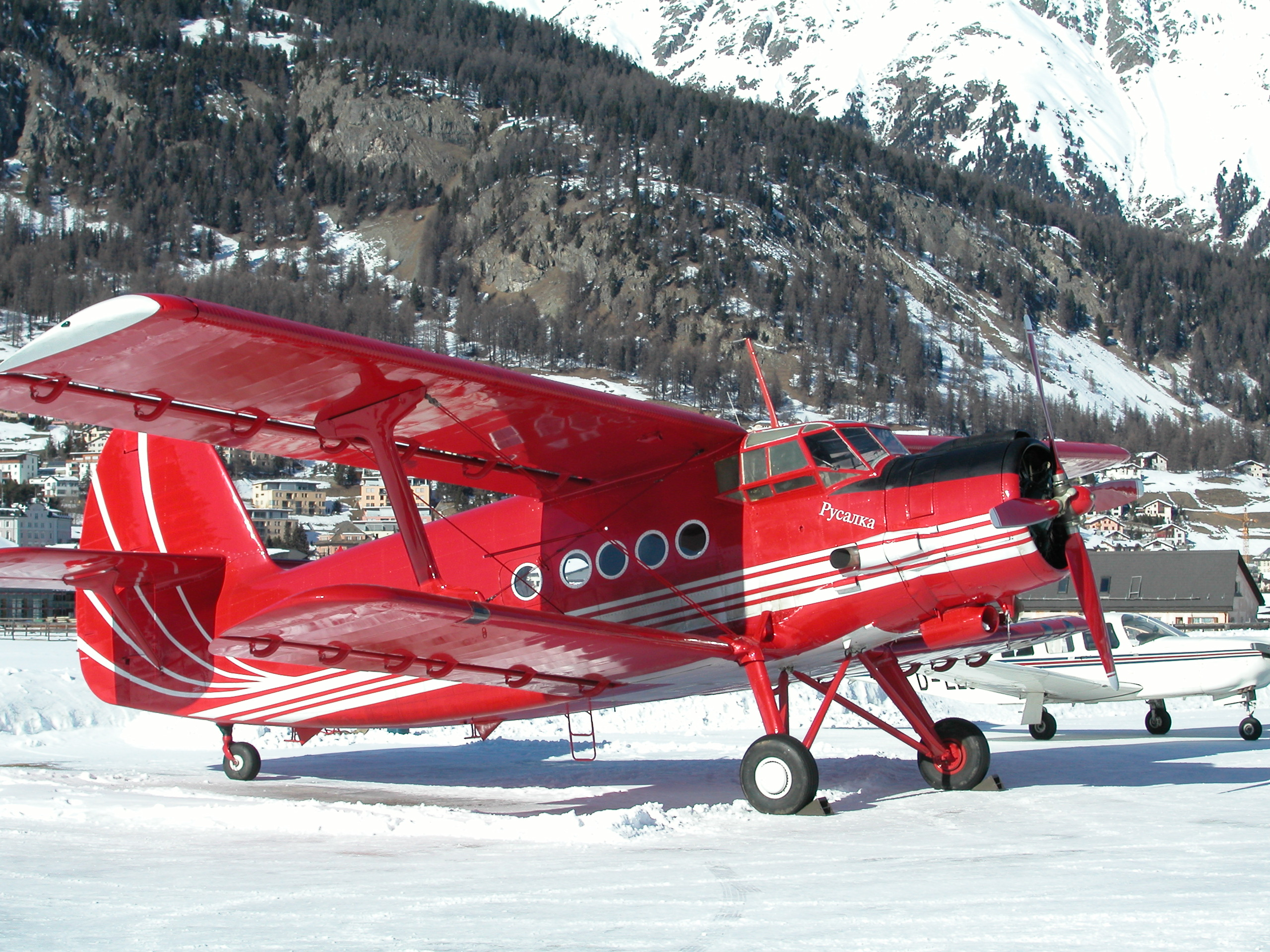
Tzv. typ Rusalka
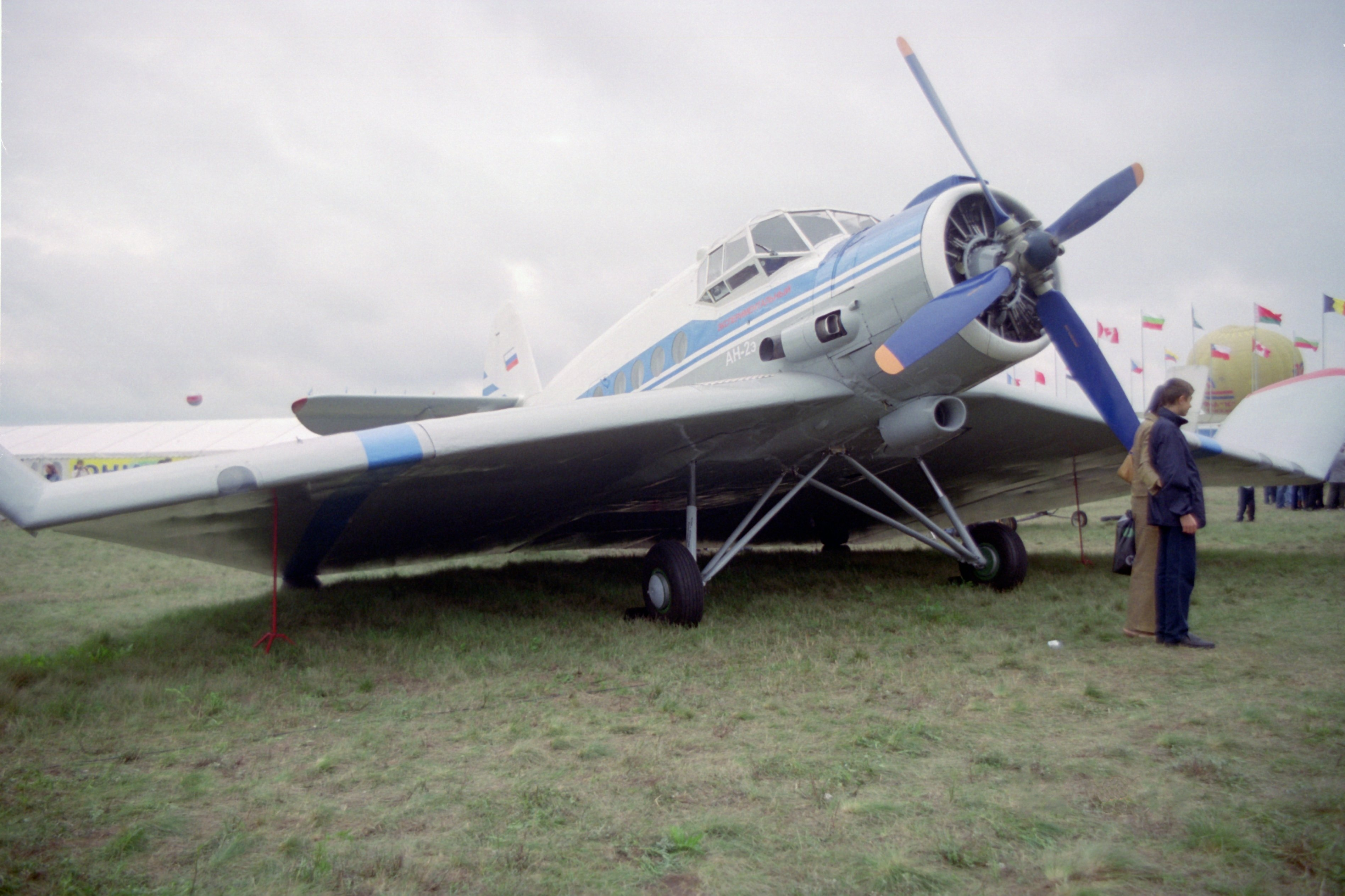
Antonov An-2E WIG
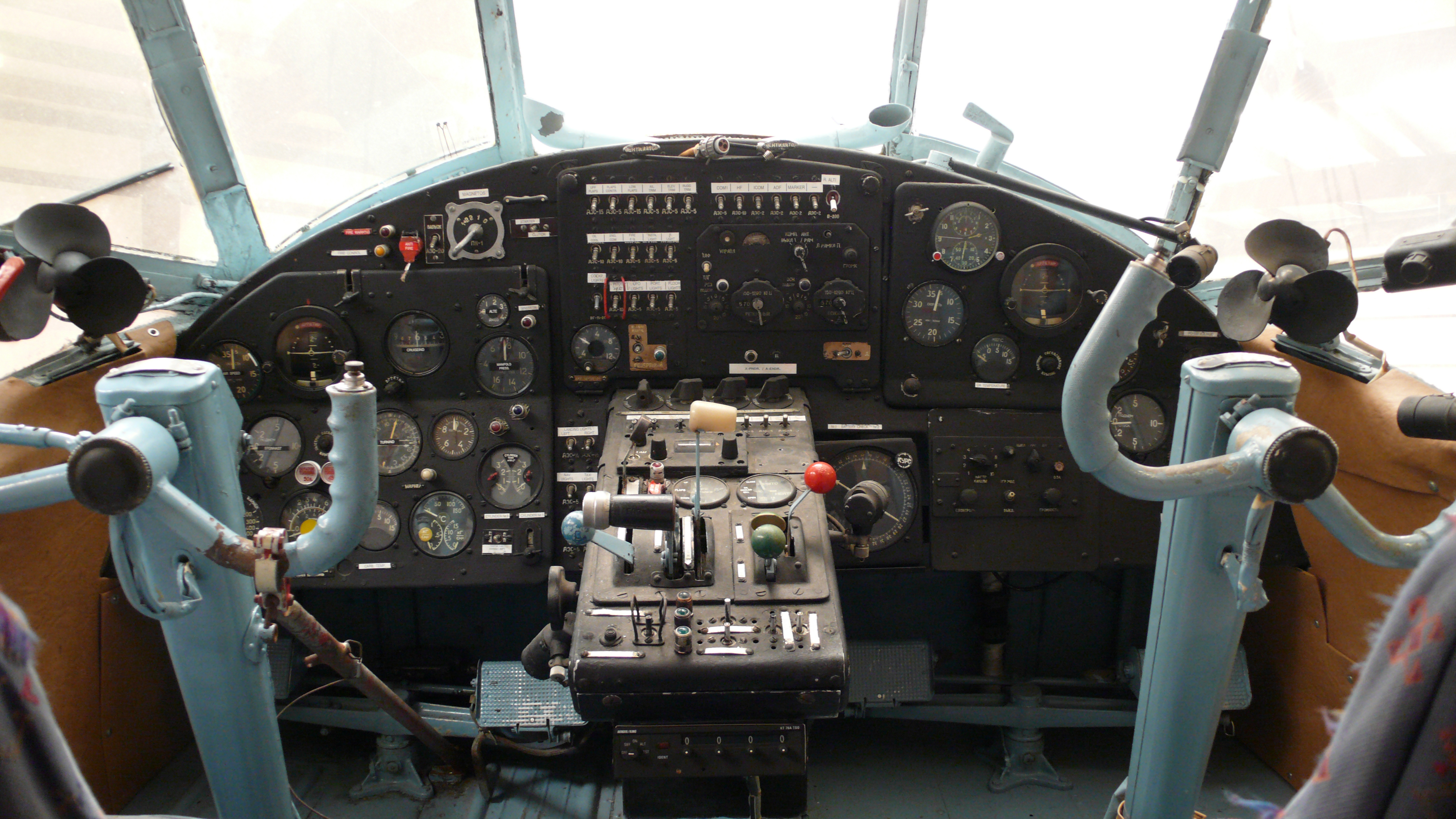
Kokpit An-2
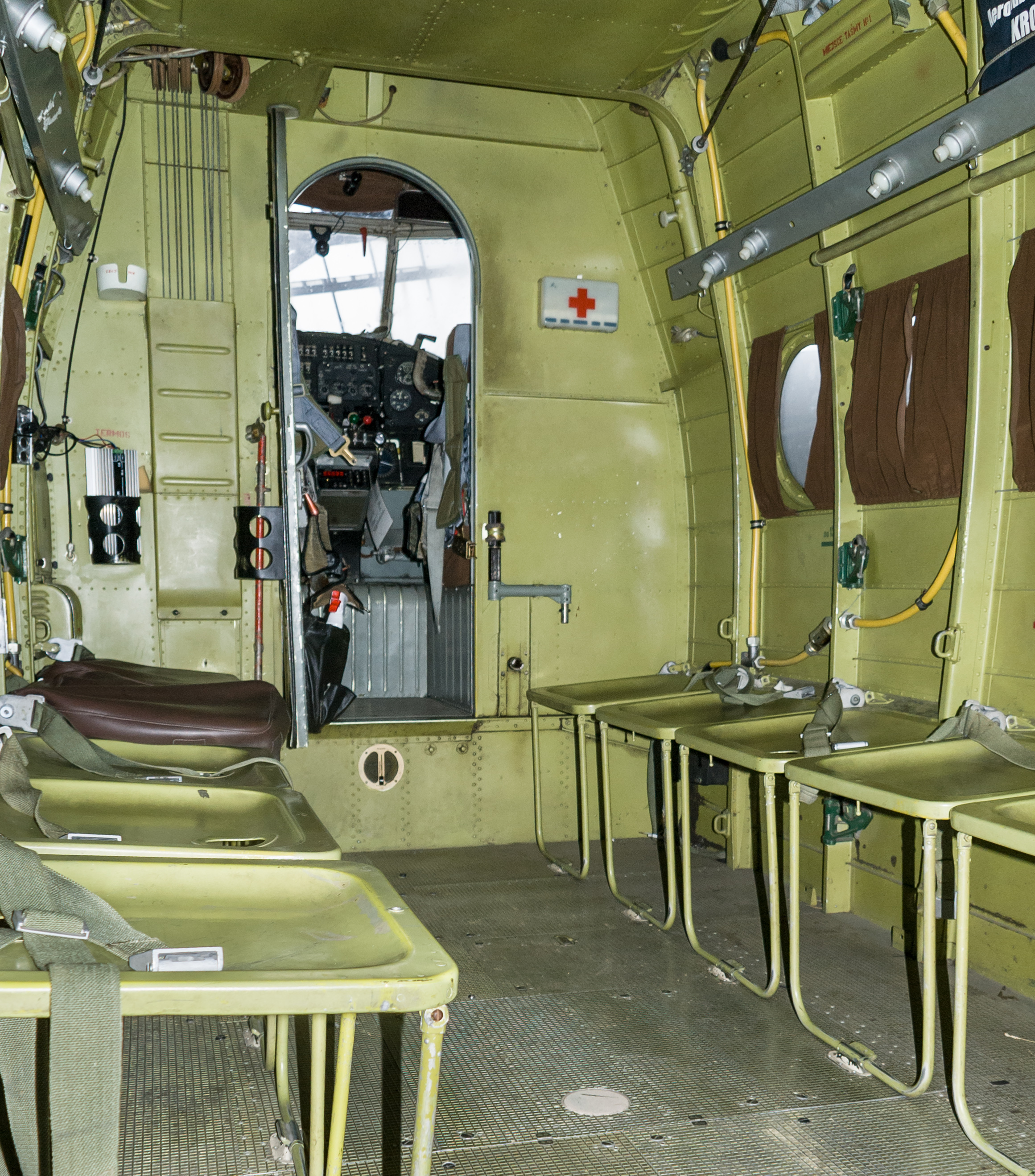
Interiér An-2
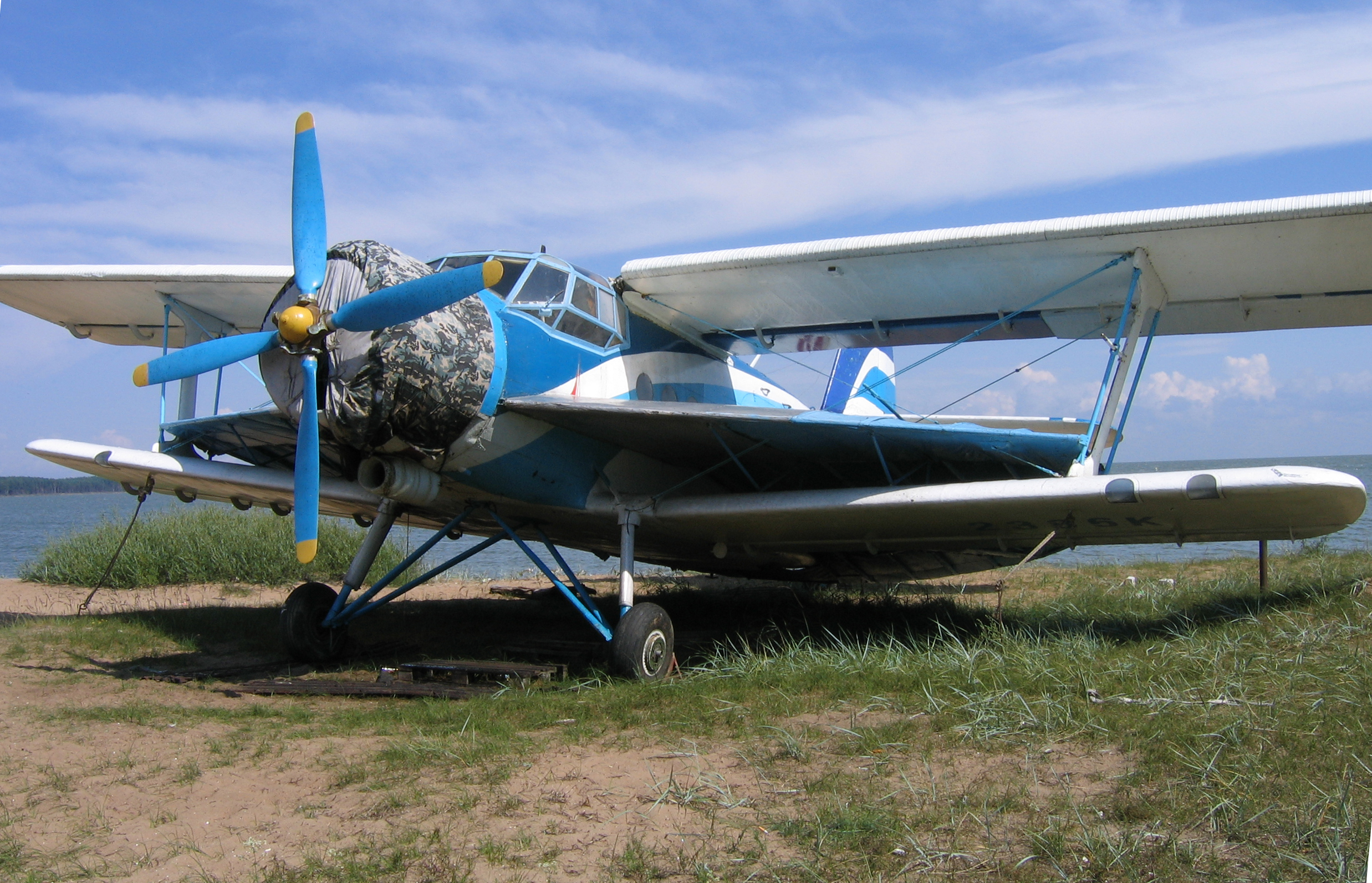
Pokus o ekranoplán An-2E
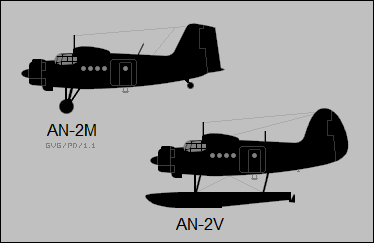
An-2 varianty

## An-2 v českém leteckém rejstříku

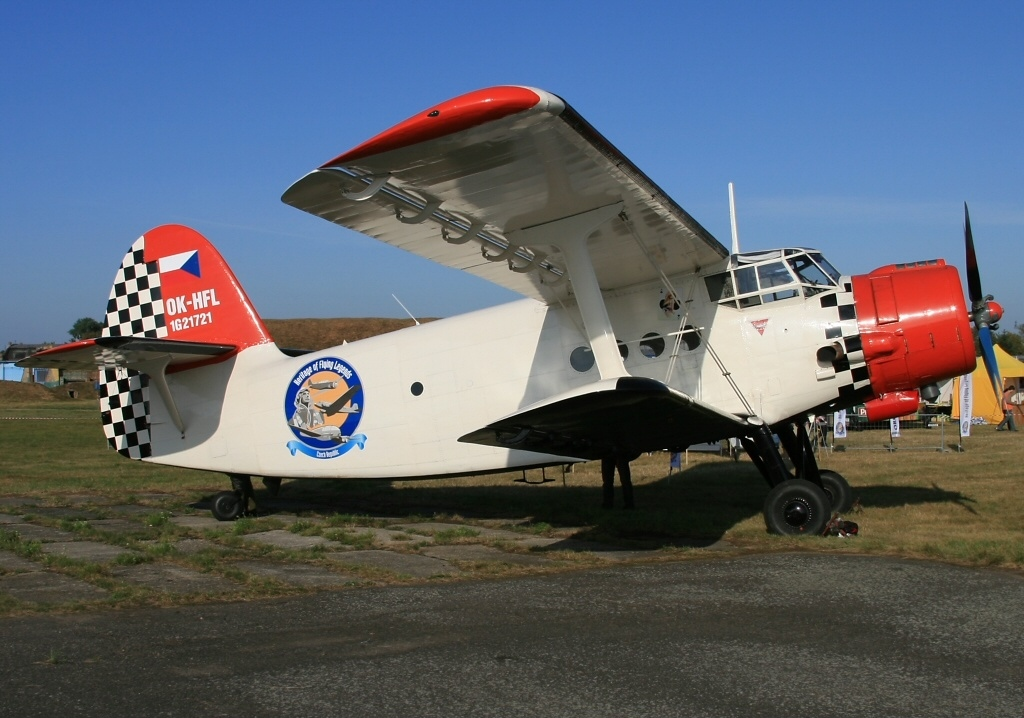
Antonov (PZL-Mielec) An-2 (OK-HFL)

Momentálně je v českém leteckém rejstříku zapsáno 24 aktivních letadel typu An-2 (stav k 8.9.2014)
- OK-GIC (KASSEX s.r.o.)
- OK-KIJ (AGROAIR spol. s.r.o.)
- OK-RIE (Jiří VINCENCI)
- OK-MYA (KUYT`S MARINE SERVICE B.V.)
- OK-KIP (Air Special, a. s.)
- OK-KIE (Air Special, a. s.)
- OK-KIV (Air Special, a. s.)
- OK-HFL (AEROVIA, o.s.)
- OK-VHC (Aeroklub Benešov, o.s.)
- OK-UIA (Aeroklub Hořovice)
- OK-VHJ (SKYDIVE & AIR SERVICE s.r.o.)
- OK-AJH (Air Jihlava - service s.r.o.)

- OK-KIT (AERO SLOVAKIA a.s.)
- OK-JIJ (Jiří ŠLEMR)
- OK-JIQ (David HORSKÝ)

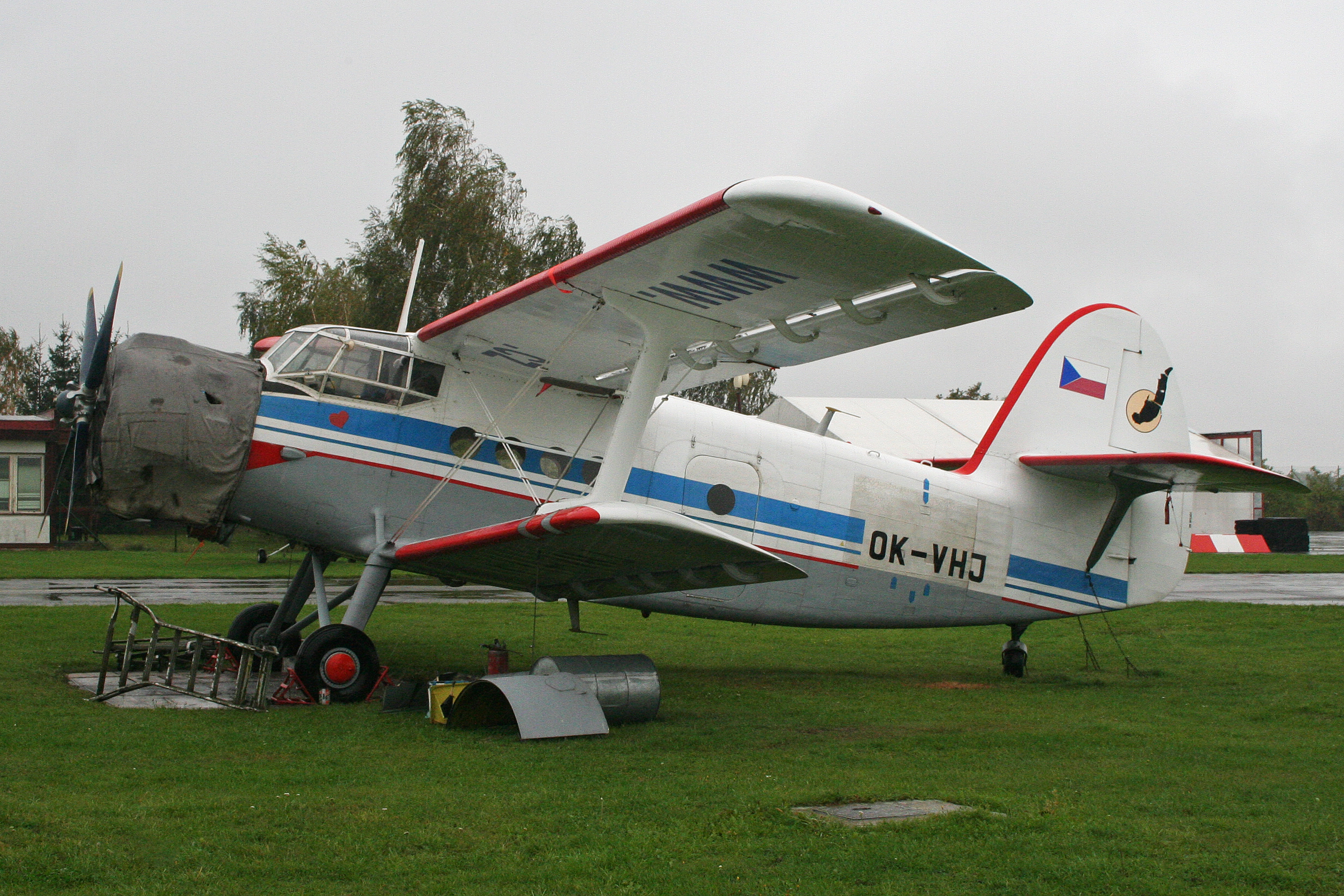
Antonov An-2 OK-VHJ (8176903617)

- OK-WHB (Aeroklub Plzeň - Bory, o.s.)
- OK-WHC (Aeroklub Plzeň - Bory, o.s.)
- OK-GIB (Aeroklub Nové Město nad Metují,z.s.)
- OK-IMP (FreeFall s.r.o.)
- OK-PYA (Aeroklub České republiky, o.s.)
- OK-DAC (D FLIGHT s.r.o.)
- OK-KIQ (Air Special, a. s.)
- OK-XIG (AEROVIA, o.s.)
- OK-HIR (Vlastimil DVOŘÁK)
- OK-JIM (Air Special, a. s.)
- OK-JID (Laserové léčebné centrum, s.r.o.)

## Specifikace (An-2P)

Nákres

### Technické údaje
- Osádka: 2
- Kapacita: 12 cestujících
- Rozpětí: 18,18 m
- Délka: 12,74 m
- Výška: 4,00 m
- Nosná plocha: 71,6 m²
- Hmotnost prázdného stroje: 3 450 kg
- Max. vzletová hmotnost: 5 500 kg
- Pohonná jednotka: 1 × vzduchem chlazený hvězdicový devítiválec Švecov AŠ-62IR s výkonem 746 kW

### Výkony
- Cestovní rychlost: 185 km/h
- Maximální rychlost: 310 km/h
- Stoupavost: 3,5 m/s (u země)
- Dostup: 4 000 m
- Dolet: 900 km